# Campionat d'Europa de Futbol sub-21 de la UEFA 1978
El Campionat d'Europa de Futbol sub-21 1978 dura dos anys (1976-1978). La selecció de Iugoslàvia es proclamà vencedora per primera vegada.

## Classificació
Vegeu Campionat d'Europa de Futbol sub-21 de la UEFA 1978 (Classificació)

## Seleccions
Vegeu Campionat d'Europa de Futbol sub-21 de la UEFA 1978 (Seleccions) per a la llista completa de seleccions.

## Fase final
Disputada el 1978.
| Quarts de final - Anglaterra 2-1 Itàlia - Itàlia 0-0 Anglaterra Anglaterra guanya 2-1 en el global · - Txecoslovàquia 2-1 R.D. Alemanya - R.D. Alemanya 5-2 Txecoslovàquia Alemanya Democràtica guanya 6-5 en el global · - Iugoslàvia 0-1 Hongria - Hongria 0-2 Iugoslàvia Iugoslàvia guanya 6-5 en el global · - Dinamarca 4-1 Bulgària - Bulgària 3-0 Dinamarca 4-4: Bulgària guanya 1:0 per gols en camp contrari |  | Semi-finals - Bulgària 2-1 R.D. Alemanya - R.D. Alemanya 3-1 Bulgària Alemanya Democràtica guanya 4-3 en el global · - Iugoslàvia 2-1 Anglaterra - Anglaterra 1-1 Iugoslàvia Iugoslàvia guanya 3-2 en el global |  | Final - R.D. Alemanya 0-1 Iugoslàvia - Iugoslàvia 4-4 R.D. Alemanya Iugoslàvia guanya 5-4 en el global · Iugoslàvia campió |

## Resultat
| Guanyadors del Campionat d'Europa de Futbol sub-21 de la UEFA 1978 · Iugoslàvia · 1r Títol |